# Table de Peutinger

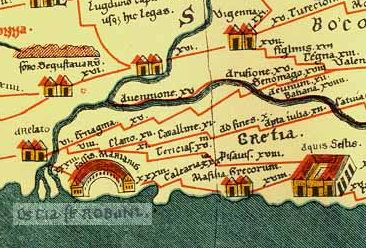
Table de Peutinger : région d'Arles, Fos-sur-Mer, Marseille, Aix-en-Provence (copie de, 1887).

La table de Peutinger, en latin Tabula Peutingeriana ou Peutingeriana Tabula Itineraria, aussi appelée carte des étapes de Castorius ou Table théodosienne, est une copie de la fin du XIIe siècle d'une carte romaine sur laquelle figurent les villes principales de l'Empire romain et les routes du cursus publicus.
Elle est actuellement conservée à la Bibliothèque nationale autrichienne à Vienne.

Depuis 2007, elle est inscrite au Registre international Mémoire du monde de l'Organisation des Nations unies pour l'éducation, les sciences et la culture (Unesco), en tant que patrimoine documentaire mondial en Autriche.

## Historique

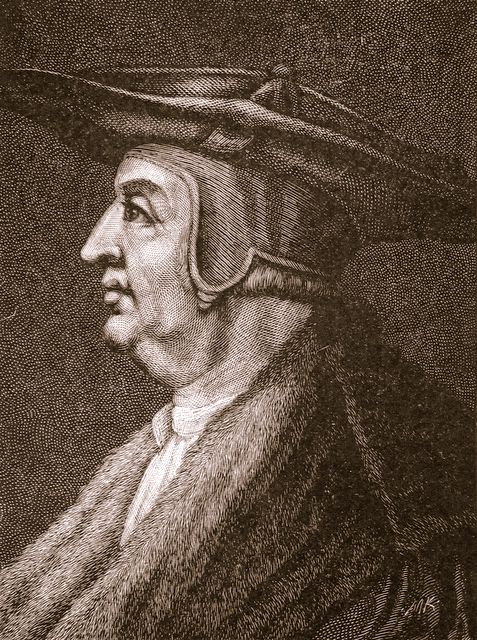
Konrad Peutinger.

### Origine du parchemin médiéval
La table de Peutinger est une carte tracée sur parchemin à la fin du XIIe siècle.
Il s'agit d'une sorte de fac-similé d'un document de l'Antiquité romaine. 

### Découverte du parchemin par les humanistes
Le parchemin est redécouvert en 1494 par Conrad Celtes (1459-1508) à Worms.  
À sa mort, Celtes le lègue à un autre humaniste, Konrad Peutinger (1465-1547), qui envisage de publier la carte, mais il meurt avant d'avoir mené cette tâche à bien. 
À la mort de Peutinger, une copie est exécutée à la demande de sa famille. 
C'est de cette copie que le géographe anversois Abraham Ortelius (1527-1598) publie une édition imprimée en 1598 à Anvers[réf. nécessaire].

### Redécouverte du parchemin au début duXVIIIesiècleet transmission à l'empereur Charles VI
On croyait la carte de Peutinger originelle disparue, mais elle est retrouvée en 1714 et remise au prince Eugène de Savoie, général au service de la maison de Habsbourg. À la mort du prince Eugène en 1736, l'empereur Charles VI achète sa bibliothèque et l'intègre dans sa propre bibliothèque. La carte de Peutinger y est inventoriée sous la cote Codex Vindobonensis 324 (« Codex de Vienne no 324 »).

### Époque contemporaine
En 1863, pour assurer sa conservation, la carte est découpée en plusieurs panneaux qu'on protège par des plaques de verre, qui ont été remplacées en 1977 par des plaques de polyméthacrylate de méthyle[réf. nécessaire] (« acrylique »).
Après l'avènement de la république d'Autriche (1918), la carte passe dans les collections de la Bibliothèque nationale de ce pays, où elle se trouve aujourd'hui encore, au sein du Département des manuscrits, autographes et fonds d'archives. 

### Un document d'un grand intérêt historique
La table de Peutinger, unique carte ancienne représentant le réseau routier officiel (cursus publicus) de l'Empire romain, est un document exceptionnel, ce qui lui vaut de faire partie du patrimoine mondial de l'UNESCO. Elle a été inscrite en 2007 au Registre international Mémoire du monde en tant que patrimoine documentaire de l'Autriche,.
Elle est toujours utile aux historiens et aux archéologues.

## Description

### Une bande de parchemin de sept mètres de long

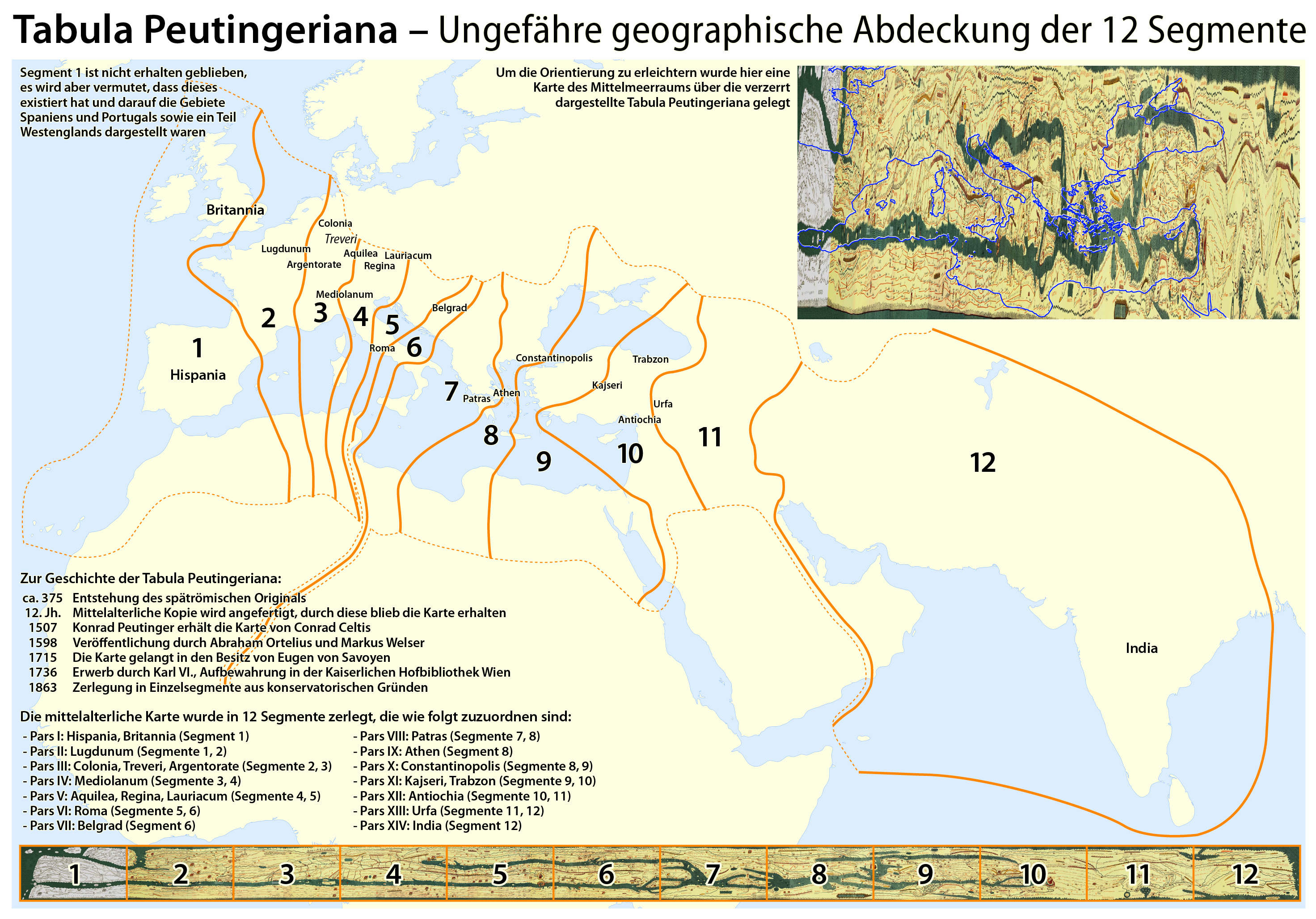
Reconstitution des 12 zones géographiques contenues dans la carte

La table actuelle est composée de onze parchemins, mais il en existait un douzième (représentant les parties occidentales du monde) qui a été perdu. Assemblés, ils forment une bande de 6,82 m sur 0,34 m. 
La carte décrit la totalité de l'Empire romain, mais aussi le Proche-Orient et l'Inde (indiquant le Gange et l'île de Ceylan, appelé Insula Taprobane) ; le nom de la Chine est mentionné.
Le contenu comporte le tracé schématisé de 200 000 km de routes et donne l'emplacement de villes et de lieudits le long de ces routes. Elle comporte aussi les mers, les principaux fleuves, les chaînes de montagnes, des forêts. La topographie n'est représentée que de façon elliptique et déformée. Rome est symbolisée de façon exceptionnelle.
La première feuille représente l'est des îles Britanniques, les Pays-Bas, la Belgique, une partie de la France et l'ouest du Maroc. Sur la quatrième feuille on trouve la ville d'Hippone (la partie sud des feuilles 1, 2, 3, 4 et 5 représente l'Algérie).
L'absence de la péninsule Ibérique laisse supposer qu'une douzième feuille, aujourd'hui manquante, présentait l'Espagne et le Portugal, ainsi que la partie occidentale des îles Britanniques. Le fac-similé de Konrad Miller (de) en 1887 présente une tentative de restitution de cette page manquante (partie blanche, à gauche).

### Symboles utilisés
Quelque 555 villes et 3 500 autres particularités géographiques sont indiquées, comme les phares et les sanctuaires importants, souvent illustrées d'une image.

Symboles
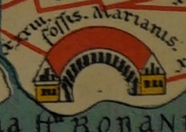
Port et entrepôts : Fossae Marianae (Fos-sur-Mer)
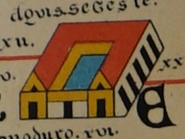
Thermes : Aquis Segeste (Sceaux-du-Gâtinais)
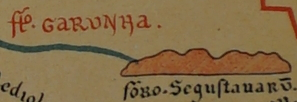
Fleuve, montagnes : Forum Segusiavorum (Feurs. La mention "Garonha" est inexacte puisqu'il s'agit en fait de la Loire)

Les cités importantes de l'empire sont au nombre de trois : Rome, Constantinople, Antioche — Elles sont signalées par un médaillon orné.

Représentation des villes importantes
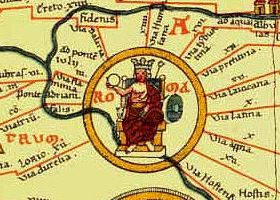
Rome : la déesse Roma
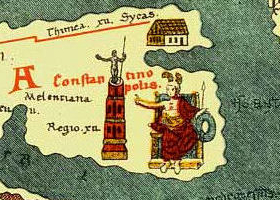
Constantinople
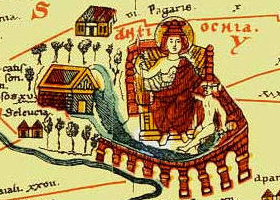
Antioche

Les villes de taille immédiatement inférieure sont en nombre de six : Nicomédie (Izmit), Nicée (Iznik), Aquilée et Ravenne. Ancyre (Ankara) et Alexandrie sont représentées, mais leurs noms ne sont pas indiqués. Elles sont représentées avec une muraille d'enceinte et un nombre de tours variables, sauf Alexandrie qui est représentée par un phare.

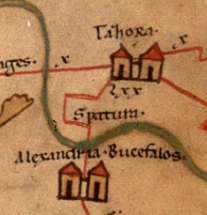
Bâtiments officiels des cités

Les autres villes sont représentées par un ou deux bâtiments.
Il faut noter que nombre de grandes villes d'aujourd'hui n'ont pas droit à cette précédente représentation, seuls leurs noms y figurent.

### La représentation du réseau routier
Le format très allongé ne permet pas une représentation réaliste du réseau des voies romaines. La carte est conçue comme une représentation symbolique, comme les plans actuels de transports en commun (métro de Paris, par exemple) permettant de se rendre facilement d'un point à un autre, de connaître les distances des étapes, sans offrir une représentation fidèle de la réalité. Elle est néanmoins considérée comme la première représentation cartographique connue d'un réseau.
Les distances entre deux points sont indiquées de façon détaillée. Elles sont exprimées le plus souvent en milles romains, mais parfois dans d'autres unités si elles étaient en cours dans telle ou telle région, par exemple des lieues gauloises en Gaule aquitaine. Par exemple, entre Toulouse (Tolosa) et Cahors (Bibona, en fait Divona (Cadurcorum)), on trouve deux étapes : Fines et Cosa. Il est indiqué que Fines est à 28 lieues de Toulouse et Cosa à 7 lieues de Fines. 
Les parcours sont assez réalistes. Chaque station porte la longueur de l'étape, tandis que des vignettes signalent les villes principales, les villes thermales, etc. Nombre de ces « stations » ne correspondent pas à des villes, mais à des carrefours. 

### Quelques erreurs de copie et problèmes de lecture
Inévitablement, cette copie médiévale comporte des erreurs de copistes. Certains noms de villes ou des distances d'étapes comportent des coquilles : Grenoble est nommée Culabone alors que le nom ancien de cette ville était (Cularo, Cularo, Cularonis) ; certains V deviennent II, ou inversement. 
L'interprétation de l'écriture médiévale a occasionné d'assez nombreuses méprises. En effet, les z ressemblent à des h (Mannert a soupçonné l'erreur sans oser la corriger) ; les t se distinguent à peine des c et des i (lesquels n'ont pas de point) ; les N majuscules ressemblent à des H, etc.. Afin de faciliter l'utilisation de la Table, il est conseillé d'avoir en regard un exemplaire d'une « carte de redressement », où les stations et itinéraires de la Table sont reportés sur une carte géographique moderne. Pour la Gaule : « Carte de redressement de la Gaule pour l'intelligence de la Table de Peutinger », par exemple.

## Philologie

### Datation de la copie médiévale
Le manuscrit est généralement daté du XIIIe siècle[réf. souhaitée]. Il serait l'œuvre d'un moine copiste anonyme de Colmar qui aurait reproduit vers 1265 un document plus ancien.

### Datation de l'original romain

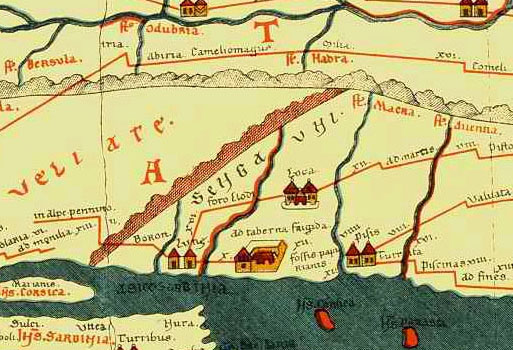
Table de Peutinger: Part IV - Segment IV ; Représentation de la région Apuane. On y voit la colonie de Pisa, Lucca, Luni et le nom « Sengauni » ; la liaison entre Pisa et Luni n'y est pas encore représentée.

La carte comporte des informations très tardives, mais aussi des informations anciennes non mises à jour.

#### Éléments tardifs (Bas-Empire)
La carte indique la Dacie, province constituée seulement au IIe siècle, certaines villes de Germanie inférieure détruites au Ve siècle et Constantinople qui devient capitale en 330. Ravenne y est mentionnée comme une capitale, ce qu'elle devient seulement en 402, succédant à Milan, ce qui correspond à la fin de l'Empire romain d'Occident. C'est ce qui a engagé plusieurs auteurs à soutenir l'hypothèse de la "table théodosienne", en la considérant comme un complément à la Notitia dignitatum (catalogue de l'administration de l'Empire) datant de cette époque.

#### Éléments anciens (Haut-Empire, voire République)
On y voit la ville de Pompéi pourtant détruite en 79 par l'éruption du Vésuve. D'autres éléments (par exemple dans la Pars IV – Levant de la Ligurie) sont peut-être antérieurs à 109 av. J.-C., année de construction de la Via Aemilia Scaura, qui n'est pas indiquée sur la Table. Aucune route n'est indiquée non plus entre Pise et Luni, alors que figurent bien les Fossae Papirianae, marais situés près de l'actuelle Versilia, indiquées comme Fossis Papirianis (cf. Pars IV - Segmentum IV).

#### Base cartographique romaine
La carte dont nous disposons est probablement fondée sur la carte du monde préparée par Marcus Vipsanius Agrippa (-64/-12), un ami personnel de l'empereur Auguste. 
Après sa mort, la carte a été gravée dans le marbre et placée sur le Porticus Vipsaniæ, non loin de l'autel de la paix d'Auguste, le long de la Via Flaminia. 
Toutefois, c'est une version actualisée au IVe siècle qui semble représentée. Il est possible aussi que le format d'origine ait été modifié et écrasé pour faciliter sa représentation sur parchemin.
La table de Peutinger est de ce fait une compilation de plusieurs cartes romaines, la plus ancienne antérieure à la fin du Ier siècle, qui a ensuite été mise à jour au IVe siècle et au Ve siècle. L'indication Francia (ce qui signifie ici « pays des Francs »), en tête de la Pars II, ne laisse aucun doute sur ces additions tardives.

### La «table théodosienne»
Ce document était connu autrefois sous le nom de « table théodosienne » (en latin tabula theodosiana), en référence à l'empereur Théodose car, selon Antoine Jean Baptiste d'Aigueperse, une copie comporte des vers écrits du temps de cet empereur.

### Nature de l'original romain
Plusieurs hypothèses sont avancées quant à l'origine de cette carte : « simple indicateur routier destiné à guider l'utilisateur dans son déplacement d'un point à un autre », parchemin qui appartenait « à un représentant ou à un commerçant procédant à des livraisons en différents points du territoire ainsi localisés ».

## Éditions de 1591 à nos jours

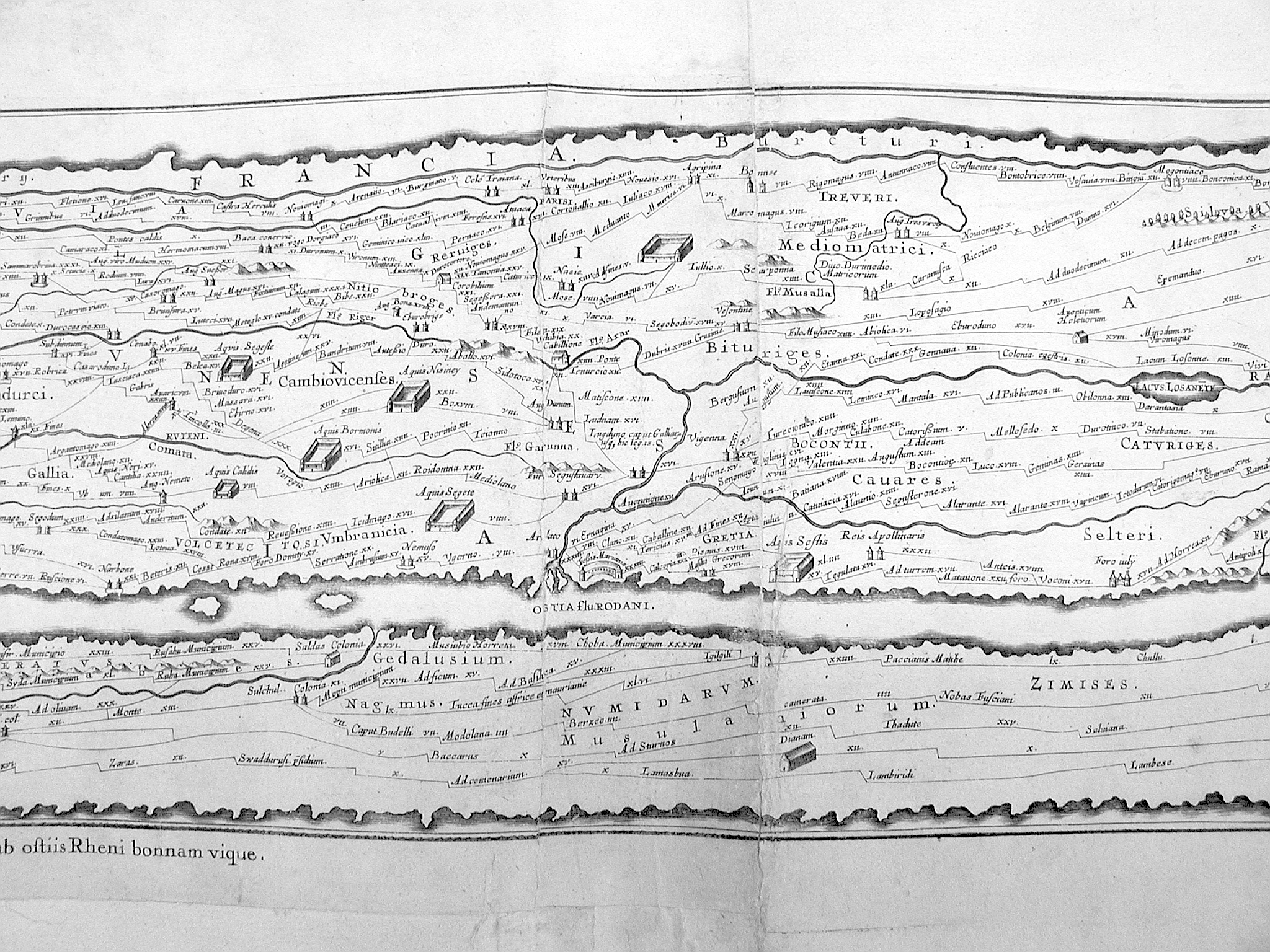
Extrait de la copie IGN de la Table.

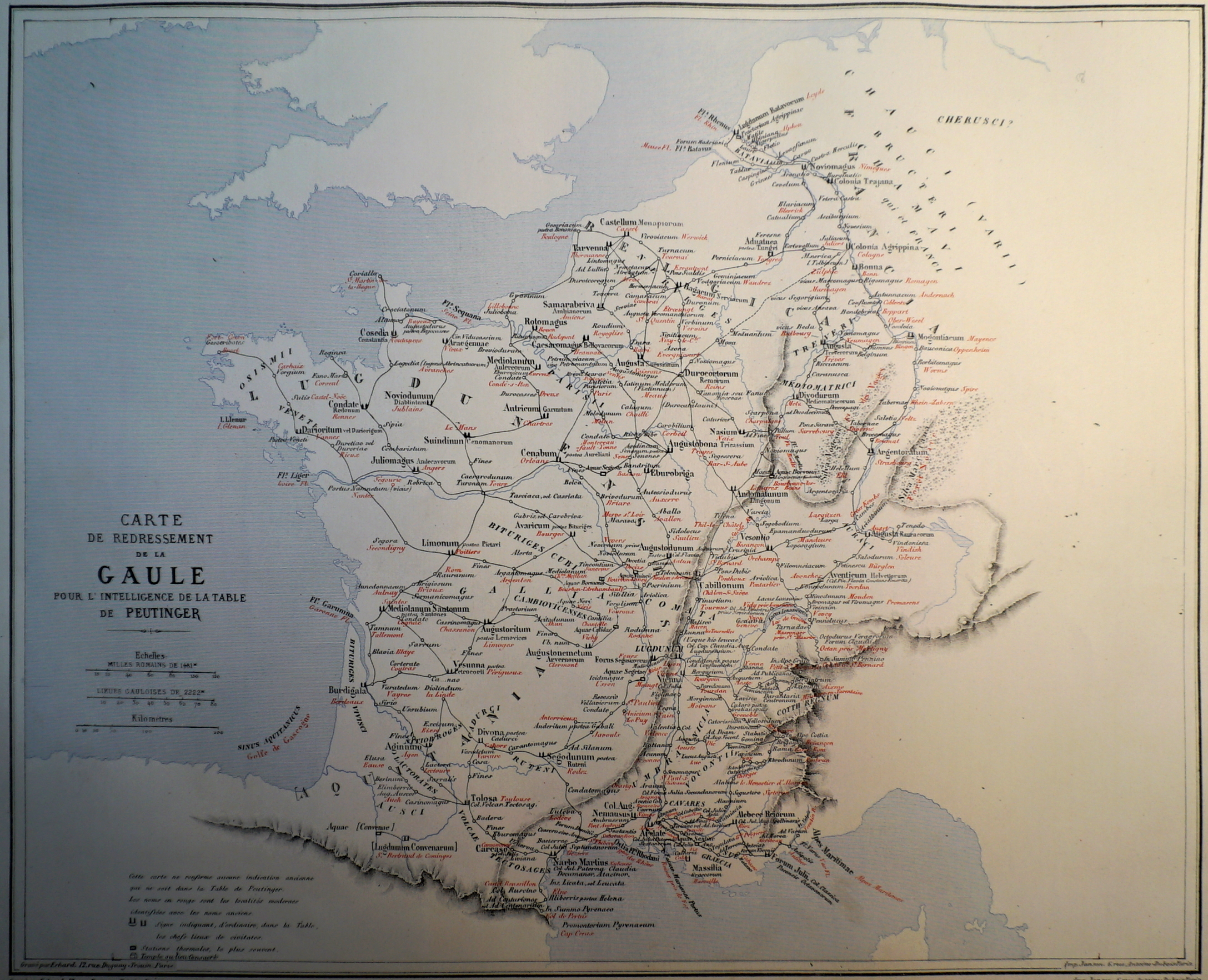
Projection de Desjardins éditée par Hachette (1869).

### Éditions d'Ortelius (1591-1598)
Après une première édition partielle, en 1591, sous le nom de Fragmenta tabulæ antiquæ par Abraham Ortelius pour le compte de la maison d'édition de Jan Moretus (Jean Moret), la table est finalement imprimée par Moretus en décembre 1598, toujours à Anvers, en 250 exemplaires. Cette édition d'Anvers est présente dans les collections de la BNF.

### Autres éditions d'époque moderne
La Bibliothèque nationale de France possède un exemplaire édité à Amsterdam (1619).
Il existe également une copie en noir et blanc dans les archives de l'IGN à Saint-Mandé (Val-de-Marne). C'est un fac-similé de la « copie von Scheyb » datant de 1753. 

### Éditions d'époque contemporaine
- édition de Mannert (1824)

En 1869, Ernest Desjardins édite une version française officielle commandée par le ministre de l'Éducation. Cette édition se veut définitive car fondée sur l'analyse des copies existantes. C'est l'occasion de critiquer ses prédécesseurs, notamment Scheyb et Mannert, dans lequel il relève 89 erreurs de lecture pour la seule Gaule (sans compter les erreurs de dessin et 8 omissions de voies), et 387 erreurs pour la totalité de l'Empire. Il introduit aussi une projection des données de Peutinger sur une carte moderne.
Une autre version de la table est réalisée par Konrad Miller (de) en 1887 (voir plus haut).
Depuis la présidence autrichienne du Conseil de l'Union européenne de 2006, une copie en couleur de la Table est exposée dans le bâtiment du Conseil à Bruxelles.